# Freddy Tobar
Israel Freddy Tobar Piedra (ur. 2 grudnia 1980) – ekwadorski zapaśnik walczący w obu stylach. Zajął piąte miejsce na mistrzostwach panamerykańskich w 2000 i 2006. Srebrny medalista igrzysk boliwaryjskich w zapasach z 2001 roku.